# TJ Haná Prostějov

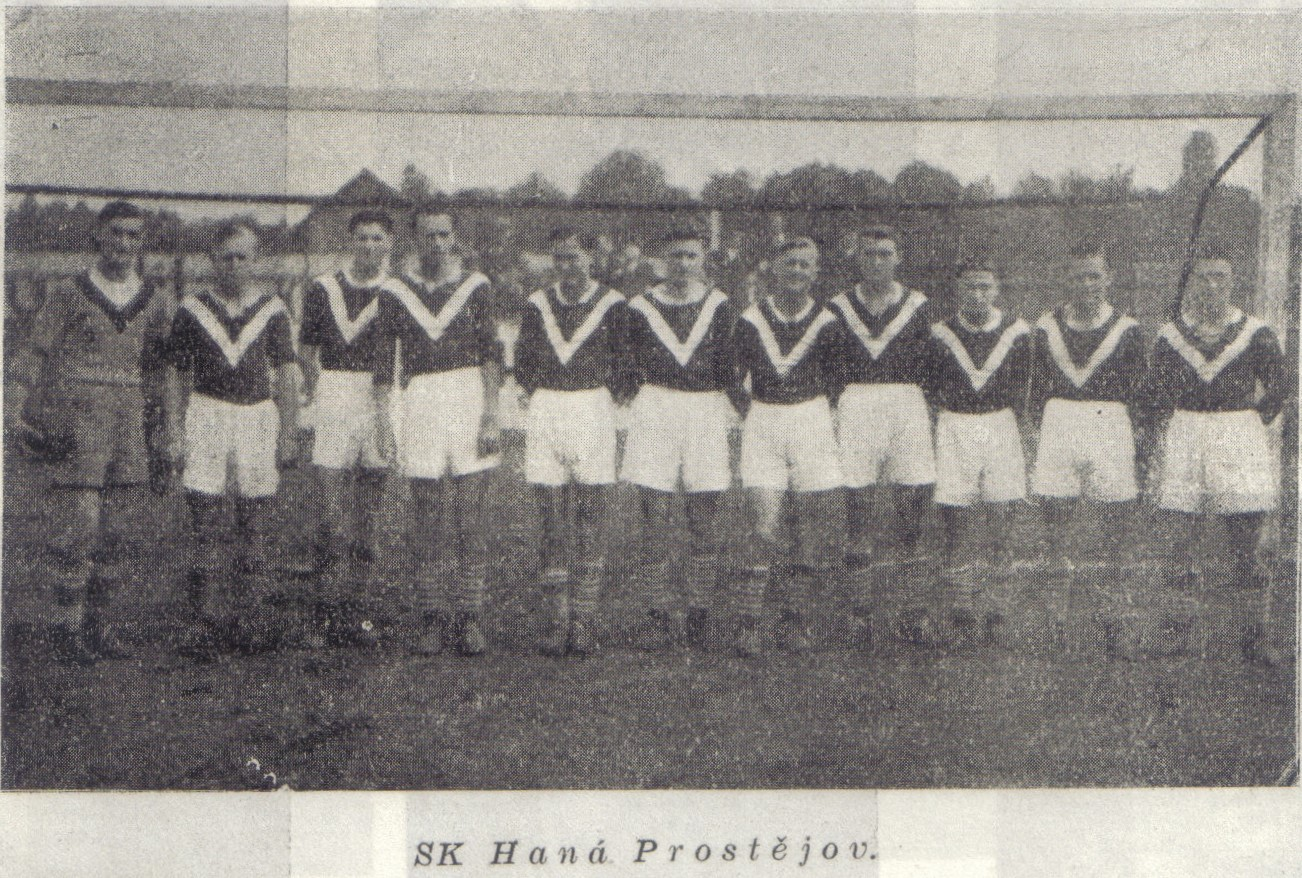
Foto týmu z počátku 30 let 20. století

TJ Haná Prostějov je český fotbalový klub z Prostějova, hrající od sezony 2017/18 I. B třídu Olomouckého kraje – sk. A (7. nejvyšší soutěž).
Své domácí zápasy odehrává na umělé trávě na stadionu klubu 1. SK Prostějov Za Místním nádražím, či na stadionu v Olympijské ulici, kde hraje své zápasy také mládež 1.SK Prostějov. Klubovými barvami jsou zelená a bílá.

## Historie
Počátky vzniku klubu spadají do roku 1928, kdy pouliční jedenáctka třinácti a čtrnáctiletých hochů s názvem SK Haná hrála své první zápasy. V roce 1931 byl klub oficiálně založen. Na ustavující schůzi byl zvolen předsedou p. Nenál - bratr slavného hráče SK Prostějov. Zprvu šlo o ryze studentský klub. V klubu působili jako hráči např. Frýbort, M. Sedláček, Řehulka, Pospíšil, Vingrálek, Dvořák, Kyselý, Konečný, Nevrla, Dostál, Punčochář, či Pírek. Klub často podnikal výjezdy po celé Moravě a stával se velmi populárním.
Zprvu hrával výhradně přátelské zápasy, později se přihlásil do mistrovských soutěží. V roce 1932 byl při klubu založen i hokejový odbor. Hokejisté se probojovali až do Moravskoslezské divize. Fotbalisté měli i žákovskou XI. Ta patřila v Prostějově k nejlepším a získala mnoho cen, později vládla dorosteneckým soutěžím. Samotný klub vychoval v prvorepublikové éře několik fotbalistů, kteří okusili nejvyšší soutěž za SK Prostějov - Frýbort, Čechmánek, Petržela a Pavelka.
Tehdejší předválečná SK Haná však nebyl pouze fotbal a hokej, ale i tenis a volejbal. Přestože klub vznikl již v roce 1931, doposud nikdy nevlastnil své vlastní hřiště! 

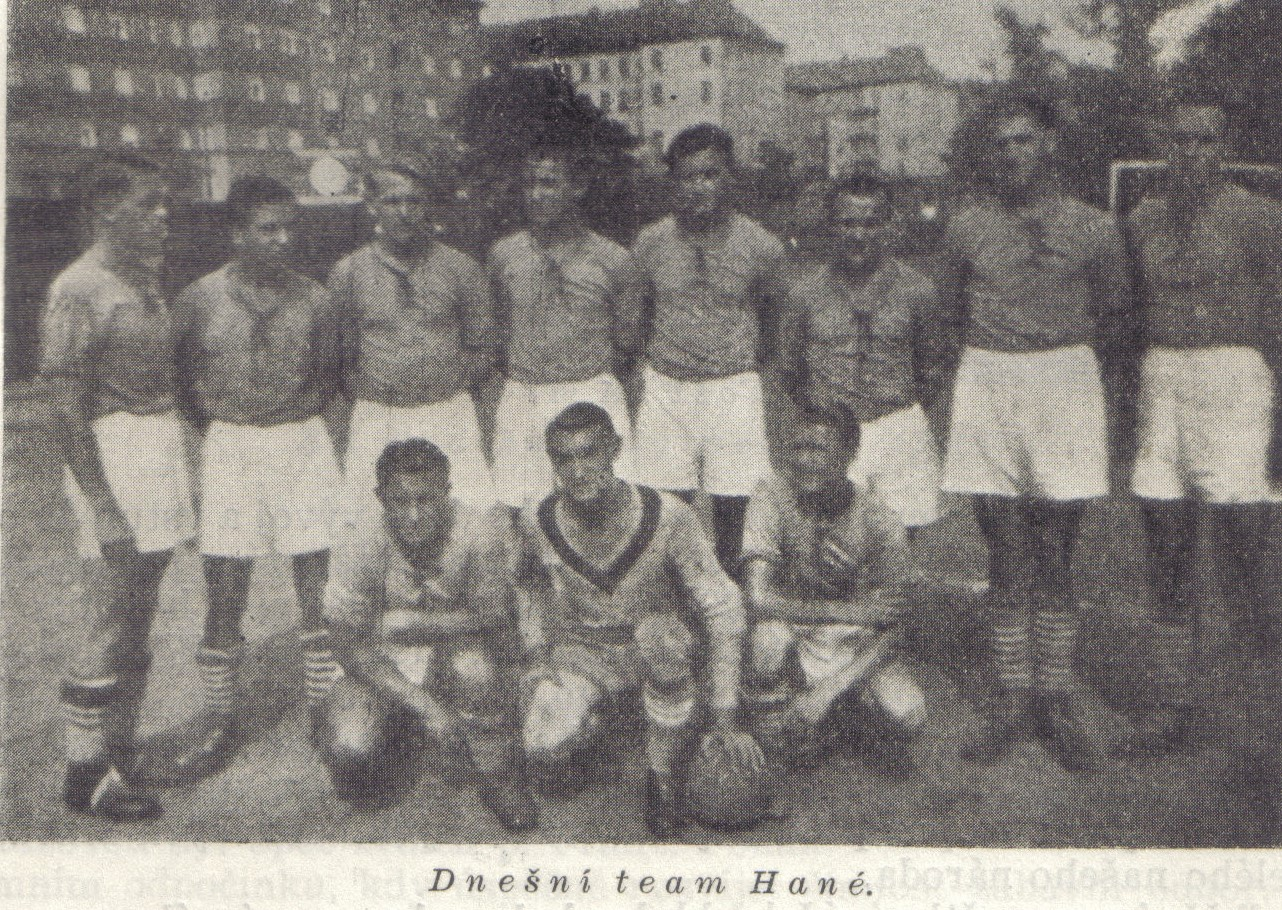
Tým z konce 30 let 20. století

## Oddíly klubu
Seznam oddílů Hané Prostějov sezóně 2015/16
- A tým – Okresní přebor Prostějovska
- B tým – Okresní soutěž Prostějovska
- Dorost – Okresní přebor Prostějovska
- St. žáci – Okresní přebor Prostějovska
- Ml. žáci – Okresní přebor Prostějovska

## Umístění v jednotlivých sezonách
Zdroj: 
Legenda: Z - zápasy, V - výhry, R - remízy, P - porážky, VG - vstřelené góly, OG - obdržené góly, +/- - rozdíl skóre, B - body, červené podbarvení - sestup, zelené podbarvení - postup, fialové podbarvení - reorganizace, změna skupiny či soutěže
| Protektorát Čechy a Morava (1939 – 1945)                        |                                                             |                                                             |                                                             |                                                             |                                                             |                                                             |                                                             |                                                             |                                                             |                                                             |                                                             |
| Sezóny                                                          | Liga                                                        | Úroveň                                                      | Z                                                           | V                                                           | R                                                           | P                                                           | VG                                                          | OG                                                          | +/−                                                         | B                                                           | Pozice                                                      |
| ...                                                             |                                                             |                                                             |                                                             |                                                             |                                                             |                                                             |                                                             |                                                             |                                                             |                                                             |                                                             |
| 1941/42                                                         | I. A třída HHŽF                                             | 3                                                           | 22                                                          | 6                                                           | 4                                                           | 12                                                          | 44                                                          | 53                                                          | −9                                                          | 16                                                          | 9.                                                          |
| 1942/43                                                         | I. A třída HHŽF                                             | 3                                                           | 22                                                          | 9                                                           | 2                                                           | 11                                                          | 46                                                          | 55                                                          | −9                                                          | 20                                                          | 7.                                                          |
| 1943/44                                                         | I. A třída HHŽF                                             | 3                                                           | 26                                                          | 11                                                          | 3                                                           | 12                                                          | 69                                                          | 68                                                          | +1                                                          | 25                                                          | 11.                                                         |
| 1944/45                                                         | Končila druhá světová válka, pravidelné soutěže se nehrály. | Končila druhá světová válka, pravidelné soutěže se nehrály. | Končila druhá světová válka, pravidelné soutěže se nehrály. | Končila druhá světová válka, pravidelné soutěže se nehrály. | Končila druhá světová válka, pravidelné soutěže se nehrály. | Končila druhá světová válka, pravidelné soutěže se nehrály. | Končila druhá světová válka, pravidelné soutěže se nehrály. | Končila druhá světová válka, pravidelné soutěže se nehrály. | Končila druhá světová válka, pravidelné soutěže se nehrály. | Končila druhá světová válka, pravidelné soutěže se nehrály. | Končila druhá světová válka, pravidelné soutěže se nehrály. |
| Československo (1945 – 1993)                                    |                                                             |                                                             |                                                             |                                                             |                                                             |                                                             |                                                             |                                                             |                                                             |                                                             |                                                             |
| Sezóny                                                          | Liga                                                        | Úroveň                                                      | Z                                                           | V                                                           | R                                                           | P                                                           | VG                                                          | OG                                                          | +/−                                                         | B                                                           | Pozice                                                      |
| ...                                                             |                                                             |                                                             |                                                             |                                                             |                                                             |                                                             |                                                             |                                                             |                                                             |                                                             |                                                             |
| Česko (1993 – )                                                 |                                                             |                                                             |                                                             |                                                             |                                                             |                                                             |                                                             |                                                             |                                                             |                                                             |                                                             |
| Sezóny                                                          | Liga                                                        | Úroveň                                                      | Z                                                           | V                                                           | R                                                           | P                                                           | VG                                                          | OG                                                          | +/−                                                         | B                                                           | Pozice                                                      |
| ...                                                             |                                                             |                                                             |                                                             |                                                             |                                                             |                                                             |                                                             |                                                             |                                                             |                                                             |                                                             |
| 2004/05                                                         | Okresní přebor Prostějovska                                 | 8                                                           | 26                                                          | 10                                                          | 1                                                           | 15                                                          | 43                                                          | 46                                                          | −3                                                          | 31                                                          | 10.                                                         |
| 2005/06                                                         | Okresní přebor Prostějovska                                 | 8                                                           | 26                                                          | 8                                                           | 6                                                           | 12                                                          | 41                                                          | 64                                                          | −23                                                         | 30                                                          | 11.                                                         |
| 2006/07                                                         | Okresní přebor Prostějovska                                 | 8                                                           | 26                                                          | 11                                                          | 7                                                           | 8                                                           | 47                                                          | 33                                                          | +14                                                         | 40                                                          | 5.                                                          |
| 2007/08                                                         | Okresní přebor Prostějovska                                 | 8                                                           | 26                                                          | 18                                                          | 5                                                           | 3                                                           | 59                                                          | 28                                                          | +31                                                         | 59                                                          | 1.                                                          |
| 2008/09                                                         | I. B třída Olomouckého kraje – sk. A                        | 7                                                           | 26                                                          | 12                                                          | 6                                                           | 8                                                           | 59                                                          | 47                                                          | +12                                                         | 42                                                          | 4.                                                          |
| 2009/10                                                         | I. B třída Olomouckého kraje – sk. A                        | 7                                                           | 26                                                          | 16                                                          | 4                                                           | 6                                                           | 60                                                          | 33                                                          | +27                                                         | 52                                                          | 4.                                                          |
| 2010/11                                                         | I. B třída Olomouckého kraje – sk. A                        | 7                                                           | 26                                                          | 17                                                          | 6                                                           | 3                                                           | 52                                                          | 28                                                          | +24                                                         | 57                                                          | 2.                                                          |
| 2011/12                                                         | I. B třída Olomouckého kraje – sk. A                        | 7                                                           | 26                                                          | 18                                                          | 4                                                           | 4                                                           | 55                                                          | 31                                                          | +24                                                         | 58                                                          | 1.                                                          |
| 2012/13                                                         | I. A třída Olomouckého kraje – sk. B                        | 6                                                           | 26                                                          | 7                                                           | 7                                                           | 12                                                          | 36                                                          | 54                                                          | −18                                                         | 28                                                          | 11.                                                         |
| V sezóně 2013/14 klub nebyl přihlášen do žádné svazové soutěže. |                                                             |                                                             |                                                             |                                                             |                                                             |                                                             |                                                             |                                                             |                                                             |                                                             |                                                             |
| 2014/15                                                         | Okresní přebor Prostějovska                                 | 8                                                           | 26                                                          | 17                                                          | 3 / 1                                                       | 5                                                           | 69                                                          | 30                                                          | +39                                                         | 58                                                          | 2.                                                          |
| 2015/16                                                         | Okresní přebor Prostějovska                                 | 8                                                           | 26                                                          | 16                                                          | 2 / 3                                                       | 5                                                           | 73                                                          | 32                                                          | +41                                                         | 55                                                          | 2.                                                          |
| 2016/17                                                         | Okresní přebor Prostějovska                                 | 8                                                           | 26                                                          | 17                                                          | 4 / 2                                                       | 3                                                           | 81                                                          | 31                                                          | +50                                                         | 61                                                          | 1.                                                          |
| 2017/18                                                         | I. B třída Olomouckého kraje – sk. A                        | 7                                                           | 26                                                          | 9                                                           | 5 / 2                                                       | 10                                                          | 52                                                          | 55                                                          | −3                                                          | 39                                                          | 6.                                                          |
| 2018/19                                                         | I. B třída Olomouckého kraje – sk. A                        | 7                                                           | 26                                                          | 10                                                          | 5                                                           | 11                                                          | 53                                                          | 58                                                          | −5                                                          | 36                                                          | 9.                                                          |
| 2019/20                                                         | I. B třída Olomouckého kraje – sk. B                        | 7                                                           | 14                                                          | 9                                                           | 2                                                           | 3                                                           | 41                                                          | 33                                                          | +8                                                          | 30                                                          | 4.                                                          |
| 2020/21                                                         | I. B třída Olomouckého kraje – sk. B                        | 7                                                           | 10                                                          | 8                                                           | 1                                                           | 1                                                           | 22                                                          | 12                                                          | +10                                                         | 25                                                          | 2.                                                          |
| 2021/22                                                         | I. B třída Olomouckého kraje – sk. B                        | 7                                                           | 26                                                          | 16                                                          | 1                                                           | 9                                                           | 77                                                          | 52                                                          | +25                                                         | 49                                                          | 5.                                                          |
| 2022/23                                                         | I. B třída Olomouckého kraje – sk. B                        | 7                                                           | 26                                                          | 10                                                          | 5                                                           | 11                                                          | 63                                                          | 68                                                          | −5                                                          | 35                                                          | 8.                                                          |
| 2023/24                                                         | I. B třída Olomouckého kraje – sk. B                        | 7                                                           | 26                                                          | 8                                                           | 4                                                           | 14                                                          | 57                                                          | 85                                                          | −28                                                         | 28                                                          | 11.                                                         |
| 2024/25                                                         | I. B třída Olomouckého kraje – sk. B                        | 7                                                           | 26                                                          | 17                                                          | 2                                                           | 7                                                           | 69                                                          | 44                                                          | +25                                                         | 53                                                          | 2.                                                          |

Poznámky:
- Od sezóny 2014/15 se hraje v okresních soutěžích na Prostějovsku tímto způsobem: Pokud zápas skončí nerozhodně, kope se penaltový rozstřel. Jeho vítěz bere 2 body, poražený pak jeden bod. Za výhru po 90 minutách jsou 3 body, za prohru po 90 minutách není žádný bod.
- Od ročníku 2016/17 včetně se hraje v Olomouckém kraji tímto způsobem: Pokud zápas skončí nerozhodně, kope se penaltový rozstřel. Jeho vítěz bere 2 body, poražený pak jeden bod. Za výhru po 90 minutách jsou 3 body, za prohru po 90 minutách není žádný bod.